# نادية السبع
نادية السبع (17 سبتمبر 1929 - 24 يوليو 1990 )، ممثلة مصرية. بدأت حياتها المهنية في الصحافة درست بالمعهد العالي للفنون المسرحية ثم نوعت عملها بين الإذاعة والتلفزيون والمسرح كممثلة.

## أعمالها

### من الأفلام
- رجل في عيون امراة.
- الأونطجية.
- البيت الملعون.
- الجمالية.
- حادثة شرف.
- أنا العدالة.
- كيلو 99.
- خالي شغل.
- درب المهابيل.
- لحن الخلود.
- المهرج الكبير.
- عاصفة في الربيع.
- خدعني أبي.
- طريق الشوك.
- الأفوكاتو مديحة.
- أرواح هائمة.
- المصري أفندي.
- ذو الوجهين.
- الفنان العظيم.
- طاقية الإخفاء.
- الأيام تصنع النهاية.

### من المسلسلات
- مسافرون.
- عيلة الدوغري.
- زائر الليل - سهرة تلفزيونية.
- الأم المثالية - سهرة تلفزيونية.
- طيور بلا أجنحة.
- الباحثة.
- القاهرة والناس.
- جراح عميقه.
- فرسان الله.
- حدود الله.

### من المسرحيات
- بلدتنا.
- الأميرة تنتظر.
- ست البنات.

## روابط خارجية
- نادية السبع على موقع الدهليز
- نادية السبع على موقع قاعدة بيانات الأفلام العربية
- نادية السبع على موقع ديسكوغز (الإنجليزية)